# Tago Mago
Vous lisez un « bon article » labellisé en 2010.
Pour les articles homonymes, voir Tago et Mago (homonymie).
Pour l’article ayant un titre homophone, voir Tagomago.
Albums de Can
Soundtracks
(1970) Ege Bamyasi
(1972)
Tago Mago est le troisième album studio du groupe allemand de rock expérimental Can, sorti en 1971 chez United Artists Records sous la forme d'un double album. C'est le premier album du groupe avec Damo Suzuki au chant, après le départ de Malcolm Mooney en 1970, pour cause de troubles mentaux. L'album a été remasterisé en 2004, incluant également les commentaires du journaliste David Stubbs (Melody Maker) et du musicien Bobby Gillespie (Primal Scream).
Tago Mago a été décrit comme le meilleur album de Can, en termes de structure et de son. Depuis sa sortie, il a reçu de nombreux éloges et est souvent cité comme une influence par de nombreux artistes. AllMusic le considère comme « un des meilleurs albums de tous les temps ».

## Enregistrement et production

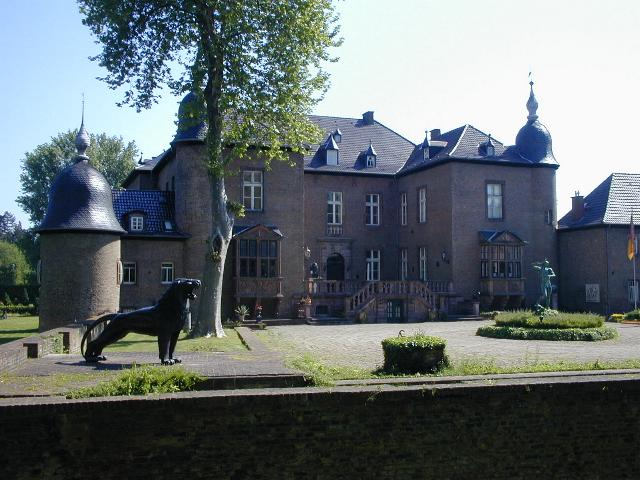
Le château de Nörvenich, où Tago Mago fut enregistré en 1971.

Après le départ de Malcolm Mooney en 1970, Can se retrouve sans chanteur. Le bassiste Holger Czukay rencontre alors un jeune artiste de rue, Damo Suzuki, lors d'une représentation de ce dernier dans un café de Munich. Czukay se présente lui-même au chanteur japonais comme membre d'un groupe de rock expérimental et l'invite à le rejoindre. Le soir même, Suzuki donne un concert avec le groupe au club Blow Up et devient immédiatement membre de Can.
Tago Mago est enregistré, sous la direction totale d'Holger Czukay, au château de Nörvenich, près de Cologne. Le groupe est autorisé à y séjourner pendant un an par le propriétaire, M. Vohwinkel, un collectionneur d'art, sans avoir à payer le moindre loyer. C'est le premier album du groupe à ne pas être enregistré en studio, mais lors de plusieurs jammings, enregistrées secrètement par Czukay, qu'il combine ensuite lors du montage en des morceaux structurés, en effaçant les éventuels problèmes. L'enregistrement dure en tout trois mois. L'artwork de l'album est dessiné par l'artiste U. Eichberger.
Le disque est originellement édité en double album sur le label United Artists Records en 1971. En septembre 2004, Tago Mago, ainsi que la majorité de la discographie de Can, est remasterisé sous forme d'un seul CD, incluant un commentaire du journaliste David Stubbs (Melody Maker) et du musicien Bobby Gillespie (membre de Primal Scream), ainsi que des photographies inédites du groupe.

## Musique
Dans son livre Krautrocksampler, Julian Cope écrit que Tago Mago « sonne seulement comme lui-même, et comme aucun autre avant et après lui », et il décrit les paroles comme « explorant les moindres recoins de l'Inconscient ». L'album a des accents plus jazz et expérimentaux que ses prédécesseurs, comprenant davantage de passages instrumentaux et moins de parties chantées. Ce changement est dû à la grande différence de personnalité entre Damo Suzuki et l'ancien chanteur Malcolm Mooney, le premier étant plus réservé et moins « dominant » que son prédécesseur. Can s'inspire de nombreux artistes très divers, aussi bien dans le jazz (tel que Miles Davis) que dans la musique électronique et d'avant-garde. L'album est également inspiré par l'occultiste Aleister Crowley, qui est mis en avant à travers le ton sombre des morceaux et le titre de l'album lui-même, Tago Mago s'inspirant de l'île de Tagomago, présente dans l'œuvre de Crowley. Holger Czukay décrit l'album comme « une tentative de réaliser un monde mystérieux et musical, entre lumière et ombre, sans retour ». Le groupe déclare souvent qu'il s'agit d'un « enregistrement magique ». Les morceaux sont décrits comme ayant « un air de mystère et de secrets interdits ». Tago Mago est divisé en deux LP, le premier plus conventionnel et structuré et le second plus libre et expérimental.
Paperhouse, le premier morceau, est l'un des plus courts de l'album. Le critique Ned Raggett (AllMusic) le décrit comme « une introduction de battements discrets, avant une montée en puissance dans un grondement [...], calmée par la suite, avant la dernière explosion ». Dominique Leone (Pitchfork) note l'atmosphère « grise et sinistre » de la chanson. Paperhouse a aussi été qualifié de groove abstrait.
Mushroom, le morceau suivant, est encore plus sombre, toujours selon Leone. » Oh Yeah et Halleluhwah contiennent des éléments de la « marque de fabrique » du son de Can : « le chant de Suzuki, qui passe sans prévenir d'un doux gémissement à des cris agressifs ; le jeu méditatif de Jaki Liebezeit ; les manipulations d'Holger Czukay (tels que les chœurs et les effets d'ouvertures de Oh Yeah) ». Les deux morceaux se focalisent surtout sur un groove répétitif.
La seconde partie de l'album montre les efforts du groupe en matière d'avant-garde, ce qui amène Roni Sarig à considérer ces morceaux, dans The Secret History of Rock, comme les premiers exemples de noise rock. Les morceaux Aumgn et Peking O ont conduit les critiques à considérer Tago Mago comme l'enregistrement le plus extrême en termes de structure et de son, en grande partie grâce aux manipulations expérimentales d'Holger Czukay. Sur Aumgn, Suzuki laisse sa place à Irmin Schmidt au chant. Le dernier morceau, Bring Me Coffee or Tea est plus court que les deux précédents et est décrit comme « l'épilogue d'un album de référence ».

## Chant et textes
Outre la qualité de ses compositions, Tago Mago est également reconnu pour les performances vocales du chanteur Damo Suzuki. Si, sur les deux premiers albums du groupe (Monster Movie et Soundtracks), le chant de Malcolm Mooney, qualifié de « machine à rythme » par Holger Czukay, se rapproche du rock ou du funk, Suzuki apporte une nouvelle dimension sur Tago Mago, avec un chant collant parfaitement au concept expérimental de l'album et, d'autre part, par des textes assez peu élaborés mais très évocateurs.
Suzuki n'ayant jamais donné d'explications à ses textes, leur interprétation ne relève que de la supposition. Ainsi, sur Paperhouse, il serait question d'un désir de liberté, cependant impossible à atteindre. Mushroom (« champignon » en anglais) serait une apologie des champignons hallucinogènes ; Oh Yeah, sur laquelle Suzuki chante à l'envers au début et en japonais à la fin, dépeindrait l'addiction à la drogue ;
Halleluhwah parlerait de la perte d'un proche (un « frère » est mentionné à plusieurs reprises dans la chanson) et Bring Me Coffee or Tea ferait référence à la rencontre entre Holger Czukay et Damo Suzuki. Augmn ne comporte aucune parole, mais une longue suite d'incantations psalmodiées par Irmin Schmidt. Enfin, il est difficile de trouver un sens à Peking O, puisqu'il s'agit d'une suite de « cris scandés dans une langue inconnue » improvisée par Suzuki.

## Réception et influence
Dès sa sortie, Tago Mago reçoit de très nombreuses critiques élogieuses et est crédité comme un « album pionnier » dans bon nombre de styles différents. Pour Ned Raggett (AllMusic), il s'agit « d'une rareté du début des années 70, un double album sans aucune note gaspillée ». Dans son livre Kraftwerk: Man, Machine and Music, Pascal Bussy parle « d'une immense influence » à propos de l'album. Il fait partie de la liste des 1001 Albums You Must Hear Before You Die, avec la précision que « même 30 ans plus tard, il sonne agréablement moderne et glorieusement extrême ». Plusieurs critiques, en particulier au Royaume-Uni, désirant faire grandir la notoriété du groupe après Tago Mago, réussissent à convaincre le groupe d'entamer sa tournée par Londres, fin 1971.
L'album se vend très bien au cours des premières années suivant sa sortie, grimpant même aux premières places des charts en Allemagne, mais le groupe doit faire face à la concurrence de Kraftwerk, qui s'impose comme chef de file du Krautrock. Selon Dominique Dupuis, « il faudra attendre les années 90 pour que l'histoire rende toute sa place à Can [et à Tago Mago] ». Philippe Manœuvre l'a également intégré à sa « discothèque idéale » dans son livre Rock'n'Roll : la discothèque idéale : 101 disques qui ont changé le monde.
De nombreux artistes ont cité Tago Mago comme ayant influencé leurs propres travaux. John Lydon (Sex Pistols, Public Image Ltd.) le qualifie de « stupéfiant » dans son autobiographie. Bobby Gillespie (Jesus and Mary Chain et Primal Scream) continue en disant : « La musique [de Tago Mago] ne ressemblait à rien de ce que j'avais entendu auparavant, pas de l'américain, pas du rock & roll, mais du mystérieux et de l'européen ». Mark Hollis, de Talk Talk, le considère comme un « album extrêmement important ». Enfin, Jonny Greenwood et Thom Yorke, de Radiohead, le citent comme une de leurs premières influences.
Les reprises inspirées des morceaux de Tago Mago sont également assez nombreuses. Ainsi, Flaming Lips reprend Mushroom avec la chanson Take Meta Mars (In a Priest Driven Ambulance - 1990). Jesus and Mary Chain reprend également le morceau en live sur l'album Barbed Wire Kisses en 1988.
Le groupe anglais The Fall a enregistré en 1985, sur l'album This Nation's Saving Grace, la chanson I'm Damo Suzuki, en hommage à Suzuki et en s'inspirant de la chanson Oh Yeah. Quant aux versions remixées par différents artistes, elles ont toutes été incluses dans l'album Sacrilege, compilation sortie en 1997.

## Personnel
Musiciens et enregistrement
- Holger Czukay - basse, enregistrement, montage
- Michael Karoli - guitare
- Jaki Liebezeit - batterie, contrebasse, piano
- Irmin Schmidt - claviers, chant sur Aumgn
- Damo Suzuki - chant

Production
- U. Eichberger - artwork et design original
- Andreas Torkler - design (édition remasterisée)

## Titres de l'album
Tous les titres ont été écrits et composés par Holger Czukay, Michael Karoli, Jaki Liebezeit, Irmin Schmidt et Damo Suzuki.
Face A
1. Paperhouse - 7:22
2. Mushroom - 4:04
3. Oh Yeah - 7:26

Face B
1. Halleluhwah - 18:32

Face C
1. Aumgn - 17:33

Face D
1. Peking O - 11:37
2. Bring Me Coffee Or Tea - 6:48